# R.E.S. Group
Die R.E.S. Group ist eine familiengeführtes Schifffahrtsunternehmen. Es besteht aus den Unternehmensteilen Reederei Erwin Strahlmann GmbH & Co. KG in Brunsbüttel, Reederei Strahlmann Szczecin in Stettin und R.E.S. Chartering GmbH in Hamburg.

## Geschichte
Das Unternehmen wurde 1988 von Erwin Strahlmann als Küstenschiffsreederei in Marne gegründet und nahm zunächst die Interessen verschiedener Kapitänsreeder wahr. In den folgenden Jahrzehnten wurden eigene Schiffe übernommen und die bereederte Flotte weiter ausgebaut. Der Hauptsitz der Reederei wurde im März 2011 in einen Neubau am Ufer des Nord-Ostsee-Kanals in Brunsbüttel verlegt. Heute werden über 100 Mitarbeiter an Land und etwa 600 Seeleute beschäftigt.
2022 wurde der Firmensitz in Brunsbüttel aufgegeben. Das erst 2009 erbaute Gebäude steht Gegenwärtig (Stand November 2022) zur Vermietung frei.

## Flotte

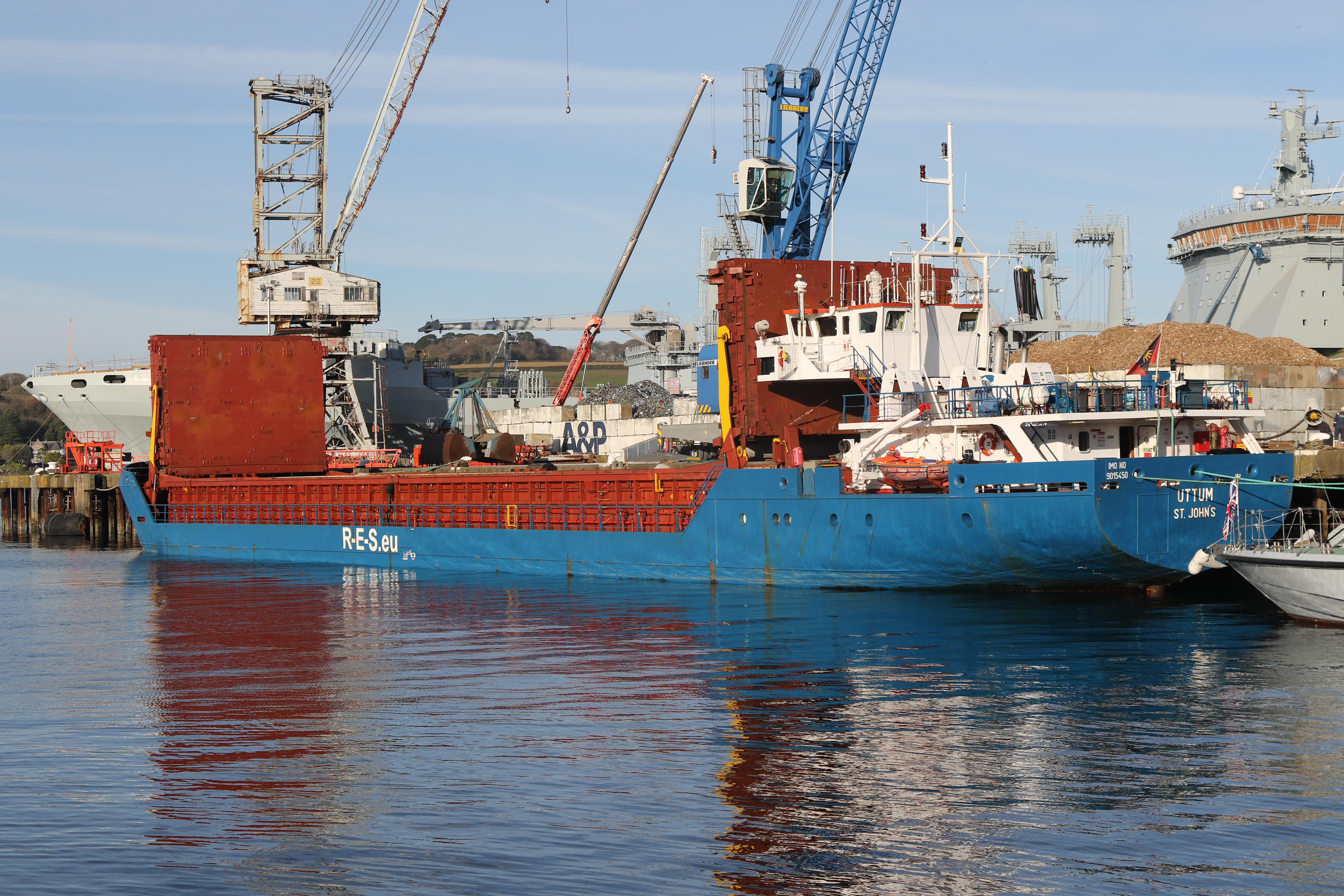
Das R.E.S.-Schiff Uttum

Die Flotte der Reederei umfasst rund fünfzig Küstenmotorschiffe in einem Tragfähigkeitsbereich von 2000 bis 8000 Tonnen, die vorwiegend im Bereich der Küstenschifffahrt in Nord- und Ostsee eingesetzt werden. Pro Jahr werden nach eigenen Angaben über 2000 Abfahrten erreicht und dabei über vier Millionen Tonnen Ladung transportiert.